# Palawan
Palawan és una illa de les Filipines estreta i allargassada, situada entre Mindoro al nord-est i Borneo al sud-oest, banyada al nord-oest per la mar de la Xina Meridional i al sud-est per la mar de Sulu. Juntament amb les petites illes adjacents (l'arxipèlag de Calamian al nord-est i Balabac al sud-oest, entre altres), conforma la província filipina més extensa, amb 14.649,7 km², tot i que és poc poblada (682.152 habitants segons el cens de l'any 2007). La capital és Puerto Princesa, ciutat que és independent administrativament i no forma part de la província, tot i que sovint hi és inclosa amb finalitats estadístiques.
La província pertany actualment a la regió de MIMAROPA, del grup de Luzon, si bé des de l'any 2005 hi ha el projecte, molt polèmic, de passar-la a la regió de les Visayas Occidentals. El govern filipí reclama les illes Spratly de la mar de la Xina Meridional, anomenades localment Kalayaan, com a part de la província de Palawan.
És una illa subdesenvolupada i molt tradicional, poblada per una barreja de 87 grups culturals i ètnies diferents, de majoria catòlica, amb una notable minoria musulmana al sud. Conserva una gran diversitat d'espais naturals, flora i fauna, amb muntanyes de selva verge i platges de sorra blanca. A l'illa hi ha dos paratges considerats Patrimoni de la Humanitat per la UNESCO: el Parc Nacional dels esculls de Tubbataha i el Parc Nacional del riu subterrani de Puerto Princesa; cal destacar també el parc de la Reserva Marina d'El Nido. El govern regional, com a motor de desenvolupament econòmic, vol atreure el turisme ecològic.

## Història
Els espanyols van ocupar les illes Calamian, al nord, i les van declarar separades de Palawan al començament del segle xvii. El 1622 van arribar a Palawan dos missioners espanyols, agustins descalços, que no van aconseguir convertir els habitants al cristianisme; al final del segle s'havien construït algunes esglésies i els espanyols tenien guarnicions de protecció contra atacs de comunitats dels «moros» a les ciutats de Cuyo, Taytay, Linapacan i Balabac (els forts encara es conserven).
El 1749 el sultà de Borneo va cedir el sud de Palawan a Espanya, que va proclamar el seu govern sobre tota l'illa, amb el nom de Paragua, integrada dins la província de Calamianes, que més endavant seria dividida en tres províncies: Castilla de Paragua (o Paragua del Nord), Asturias de Paragua (Paragua del Sud) i Balabac (a l'illa d'aquest nom). Puerto Princesa es va fundar el 1882 per ordre del capità general Rafael Izquierdo. L'illa va recuperar el nom de Palawan el 1898 quan fou evacuada pels espanyols i hi van desembarcar els nord-americans. Va pertànyer a la diòcesi de Jaro fins a l'11 d'abril de 1910, quan fou erigida en prefectura apostòlica.
El govern dels Estats Units hi va introduir reformes i va portar-hi el desenvolupament; es van construir escoles, es va promoure l'agricultura i es va establir un govern més proper al poble. L'illa de Palawan i les illes properes van formar una província única anomenada Paragua o Palawan.

## Divisió administrativa
La província de Palawan es compon de 23 municipis, alhora subdividits en 367 barangays.

### Municipis de l'illa de Palawan
- Aborlan, Bataraza, Brooke's Point, Dumaran, El Nido, Narra, Quezon, Rizal, Roxas, San Vicente, Sofronio Española i Taytay.

### Municipis de les illes adjacents
- A les illes Calamian: Busuanga, Coron, Culion i Linapacan.
- A les illes de Cuyo: Agutaya, Cuyo i Magsaysay.
- Illes esparses: Araceli, Balabac, Cagayancillo i Kalayaan (pertanyent a les illes Spratly, reclamades també pel Vietnam).